# Wolfgang Nordwig
Wolfgang Nordwig (* 27. August 1943 in Siegmar-Schönau, Sachsen) ist Olympiasieger und ehemaliger Weltrekordhalter im Stabhochsprung.

## Leben
Nordwig, der 1957 mit der Leichtathletik begann, war einer der erfolgreichsten Leichtathleten des SC Motor Jena. Als Nachfolger des achtmaligen DDR-Meisters Manfred Preußger vom SC DHfK Leipzig holte er von 1965 bis 1972 achtmal den DDR-Meistertitel im Stabhochsprung nach Jena. Außerdem gewann er bei den Europameisterschaften im Stabhochsprung 1966, 1969 und 1971 jeweils den Titel.
Bei den Olympischen Spielen 1968 in Mexiko-Stadt war er Mitglied der erstmals selbständig auftretenden DDR-Olympiamannschaft. Das Stabhochsprungfinale beendeten die drei Medaillengewinner mit der gleichen übersprungenen Höhe von 5,40 m: Gold ging an Bob Seagren (USA), Silber an Claus Schiprowski (Bundesrepublik Deutschland) und Bronze an Wolfgang Nordwig.
Am 17. Juni 1970 übersprang Nordwig in Berlin die Weltrekordhöhe von 5,45 m und löste damit John Pennel (USA) als Weltrekordhalter ab. Im selben Jahr verbesserte er am 3. September seinen eigenen Weltrekord bei den Studenten-Weltmeisterschaften in Turin auf 5,46 m.
Den größten sportlichen Erfolg feierte Nordwig bei den Olympischen Spielen 1972 in München, wo er mit 5,50 m seine persönliche Bestleistung erzielte und vor Bob Seagren die Goldmedaille gewann. Seagren hatte bereits längere Zeit vor den Spielen mit in den USA neu entwickelten Kohlefaserstäben trainiert und war mit einem dieser Stäbe Weltrekord gesprungen. Da Nordwig und anderen Springern diese Stäbe jedenfalls nicht ausreichend lange Zeit vor den Spielen zur Verfügung standen, wurde deren Verwendung verboten. Als Olympiasieger wurde Wolfgang Nordwig 1972 zum DDR-Sportler des Jahres gewählt und beendete im selben Jahr seine fünfzehnjährige Stabhochspringer-Laufbahn.
Aus Unterlagen der Staatssicherheit, geschrieben u. a. von Manfred Höppner, führender Arzt des DDR-Sports, geht hervor, dass Nordwig mit Anabolika gedopt wurde.
Nordwig hatte bei einer Größe von 1,84 m ein Wettkampfgewicht von 72 kg. Mit mehreren Studienabschlüssen als Ingenieur, Diplomphysiker und promovierter Ökonom arbeitete er im Kombinat VEB Carl Zeiss Jena und wurde Direktor im Bereich Forschung und Entwicklung. Anfang der 1990er Jahre verließ er Thüringen und wurde Geschäftsführer einer Reiseverkehrsfirma in Berlin.
Er lebt heute in Schleiz.

## Auszeichnungen (Auswahl)
- 1968 – Vaterländischer Verdienstorden in Bronze
- 1970 – Vaterländischer Verdienstorden in Silber
- 1971 – Stern der Völkerfreundschaft in Silber
- 1972 – Vaterländischer Verdienstorden in Gold